# Edotia lilljeborgi
Edotia lilljeborgi is een pissebed uit de familie Idoteidae. De wetenschappelijke naam van de soort is voor het eerst geldig gepubliceerd in 1901 door Ohlin.